# Lavinia Fontana

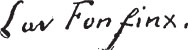
Assinatura da pintora italiana Lavinia Fontana (1552-1614)

Lavinia Fontana (Bolonha, 24 de agosto de 1552 — Roma, 11 de agosto de 1614) foi um pintora italiana da escola Maneirista e uma das mais importantes retratistas em Bolonha durante o final do século 16. Foi uma das primeiras mulheres a executar pinturas figurativas de larga escala, por encomenda pública.
Nasceu em Bolonha,no dia 24 de agosto de 1552. Filha de Prospero Fontana (1512 - 1597), um dos maiores pintores da Cidade, que ensinou a filha a pintar a maneira maneirista. Além de sua carreira como artista, foi mãe de 11 filhos, com seu marido Gian Paolo Zappi, também pintor. 
Fontana pintou em vários estilos. No começo de sua carreira, era famosa por pintar moradores da alta classe de Bolonha. Também executou nus masculinos e femininos e pinturas religiosas em grande escala. 
No final da década de 1570, Lavinia Fontana ficou conhecida em Bolonha por pintar retratos de alta qualidade, incluindo o Autorretrato ao Cravo e Família Gozzadini (1584), e, com o patrocínio da família do Papa Gregório XIII, pintou retratos de muitas personalidades eminentes. As obras de Fontana são admiradas por suas cores vibrantes e pelos detalhes das roupas e joias usadas por seus retratados. 
Fontana também produziu muitas pinturas religiosas; entre elas, Noli me tangere (1581) e o retábulo Sagrada Família com o Menino Jesus Adormecido (1589) para El Escorial, em Madri. Suas obras mais famosas incluem suas grandes obras de altar realizadas para as igrejas de sua cidade natal. Após 1600, aproximadamente, o trabalho de Fontana foi introduzido em Roma. Com ela se mudando para a cidade três anos depois, onde continuou a pintar retratos e obras de altar.
Em 1604, Lavinia Fontana pintou sua maior obra, o Martírio de Santo Estêvão, um retábulo para a igreja de San Paolo Fuori le Mura, em Roma, uma basílica que foi destruída no incêndio de 1823. E em 1599,  A Visita da Rainha de Sabá a Salomão, sua obra narrativa mais ambiciosa mantida até hoje. 
Fontana foi eleita membro da Academia Romana, uma honra rara para uma mulher. A atenção aos detalhes nos seus retratos lembra o trabalho de outra pintora renascentista do norte da Itália, Sofonisba Anguissola. Que também foi uma artista pioneira na presença de espaços femininos na arte. 

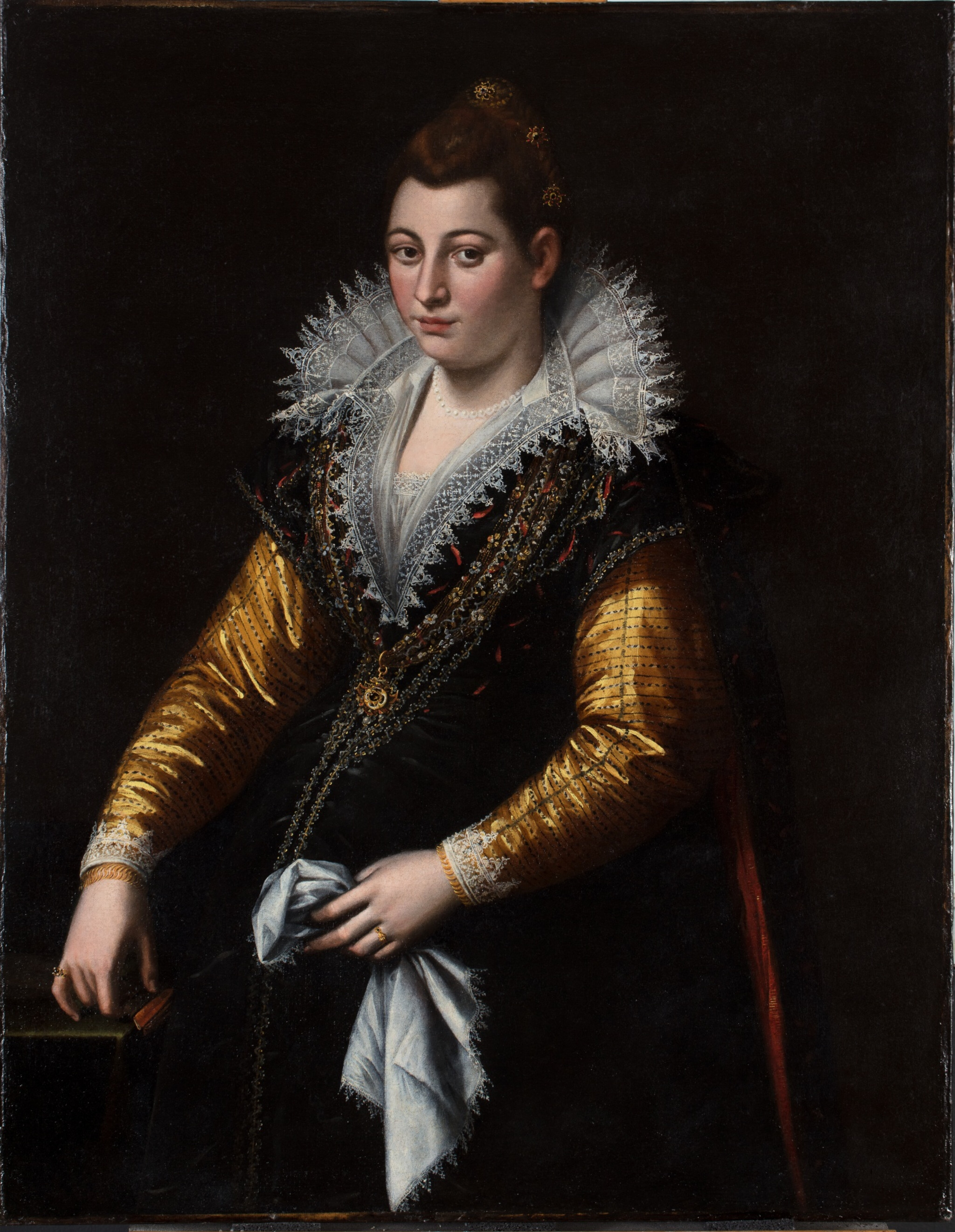
Retrato de uma Mulher Grávida, possivelmente um auto-retrato. Óleo sobre tela, por volta de 1592-1604, 112cm x 88 cm

Em 1577, Lavinia Fontana casou-se com o pintor secundário Gian Paolo Zappi, com quem teve onze filhos, mas apenas três ainda viviam após sua morte. Ele estava disposto a subordinar sua carreira em apoio à dela, atuando como seu agente. Após o casamento, Fontana às vezes assinava suas obras com seu nome de casada. 
Alguns de seus retratos foram erroneamente atribuídos a Guido Reni. 

## Influências artísticas, estilo
O estilo jovial de Lavinia Fontana assemelhava-se ao de seu pai, Prospero Fontana. Como aluna de Ludovico Carracci, ela gradualmente adotou o estilo Carraccesco, caracterizado por uma forte coloração quase veneziana.
Sofonisba Anguissola, Caterina Vigri e Properzia de' Rossi podem ter influenciado a carreira artística de Fontana. 

A Contra-Reforma e as recomendações do Concílio de Trento para a arte religiosa moldaram o tratamento que Fontana deu aos temas e assuntos em suas pinturas. Na época, um excelente status como filha, esposa e mãe era um pré-requisito para sua carreira, devido aos padrões morais vigentes. Além disso, a ênfase da Igreja Católica Romana nos valores familiares aumentou a demanda por retratos de famílias e crianças.

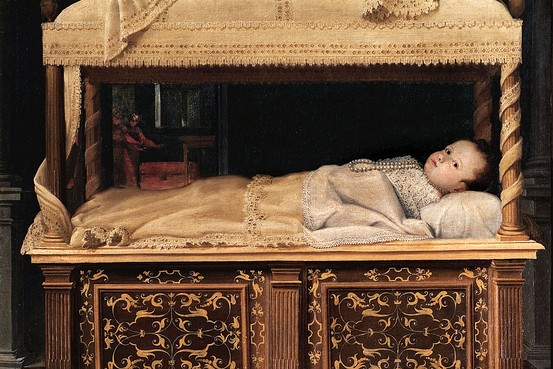
Bebê recém-nascido em um berço. Lavinia Fontana, óleo sobre tela, cerca de 1583, altura: 113 cm, largura: 126 cm

A influência do Maneirismo é perceptível na atenção meticulosa aos detalhes em suas pinturas e na importância dos materiais que rodeiam o tema retratado. Essa atenção aos detalhes também destacava a riqueza dos retratados, tornando Fontana popular entre os ricos.
Os autorretratos de Fontana equilibram a representação da artista como uma dama distinta e como uma profissional. Essa dualidade de papéis era comum entre as mulheres artistas do século XVI.

## Controvérsias - Pinturas de modelo nu

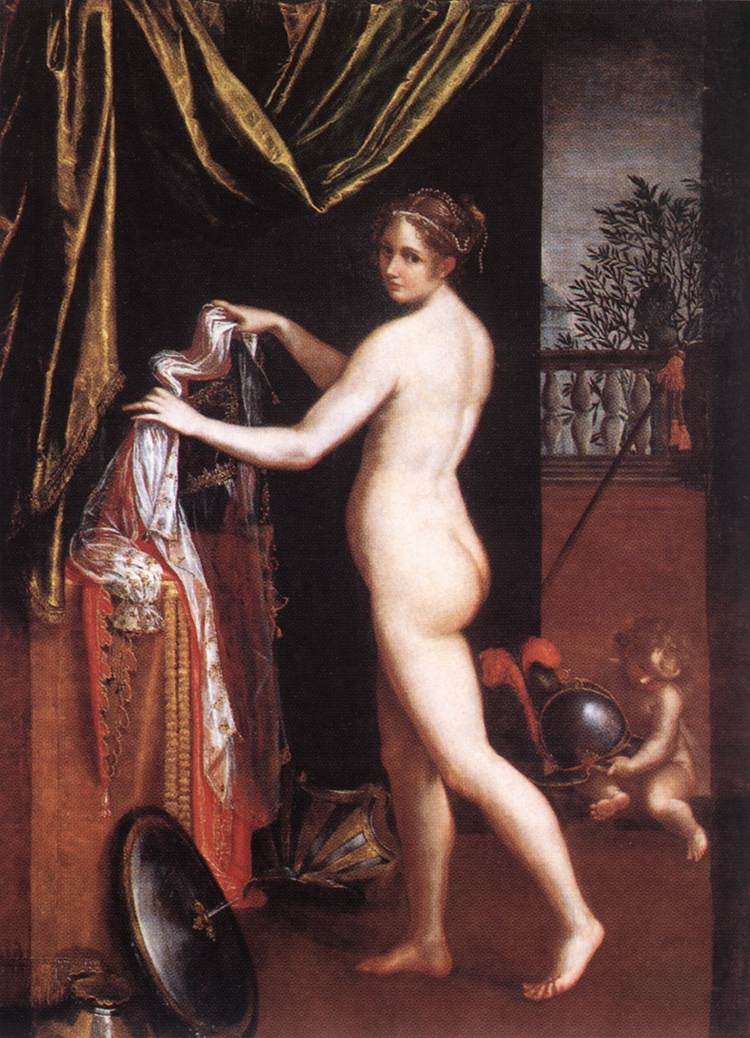
"Minerva vestindo-se", Lavinia Fontana, óleo sobre tela, 1613, altura: 258 cm, largura: 190 cm

Entre os historiadores de arte, existe uma controvérsia sobre os meios e modelos usados por Fontana para retratar nus masculinos e femininos em suas pinturas. Fontana estudou a coleção de esculturas e moldes de gesso de seu pai, mas Liana De Girolami Cheney argumenta que o naturalismo das figuras pode indicar que Fontana utilizava modelos nus ao vivo. Por outro lado, Caroline P. Murphy sugere que, embora partes do corpo sejam bem representadas, as figuras como um todo apresentam desproporções, semelhantes ao estilo de Prospero ao representar a anatomia humana. Murphy também ressalta que, durante a vida de Fontana, era socialmente inaceitável que mulheres fossem expostas à nudez. Se fosse descoberto que ela usava modelos nus vivos, sua reputação poderia ser manchada. Ela sugere que, assim como Sofonisba Anguissola, Fontana pode ter usado membros da família como modelos. Além disso, Linda Nochlin destaca que as academias de arte da época proibiam as mulheres de visualizar qualquer corpo nu, mesmo sendo isso uma parte essencial do treinamento artístico.

## Galeria

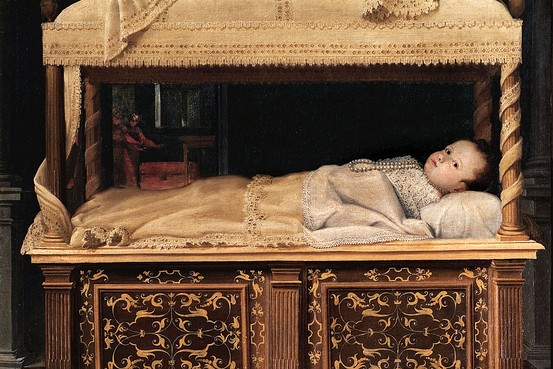
Bebê recém-nascido em um berço. Lavinia Fontana, óleo sobre tela, cerca de 1583, altura: 113 cm, largura: 126 cm

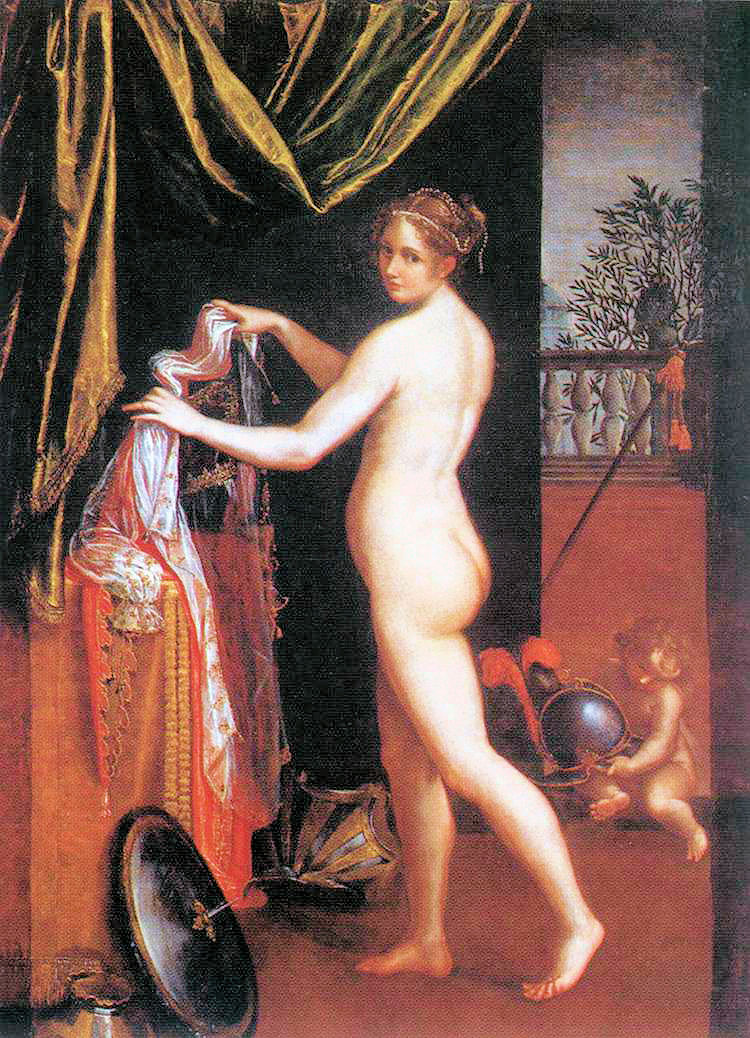
"Minerva vestindo-se", Lavinia Fontana, óleo sobre tela, 1613, altura: 258 cm, largura: 190 cm

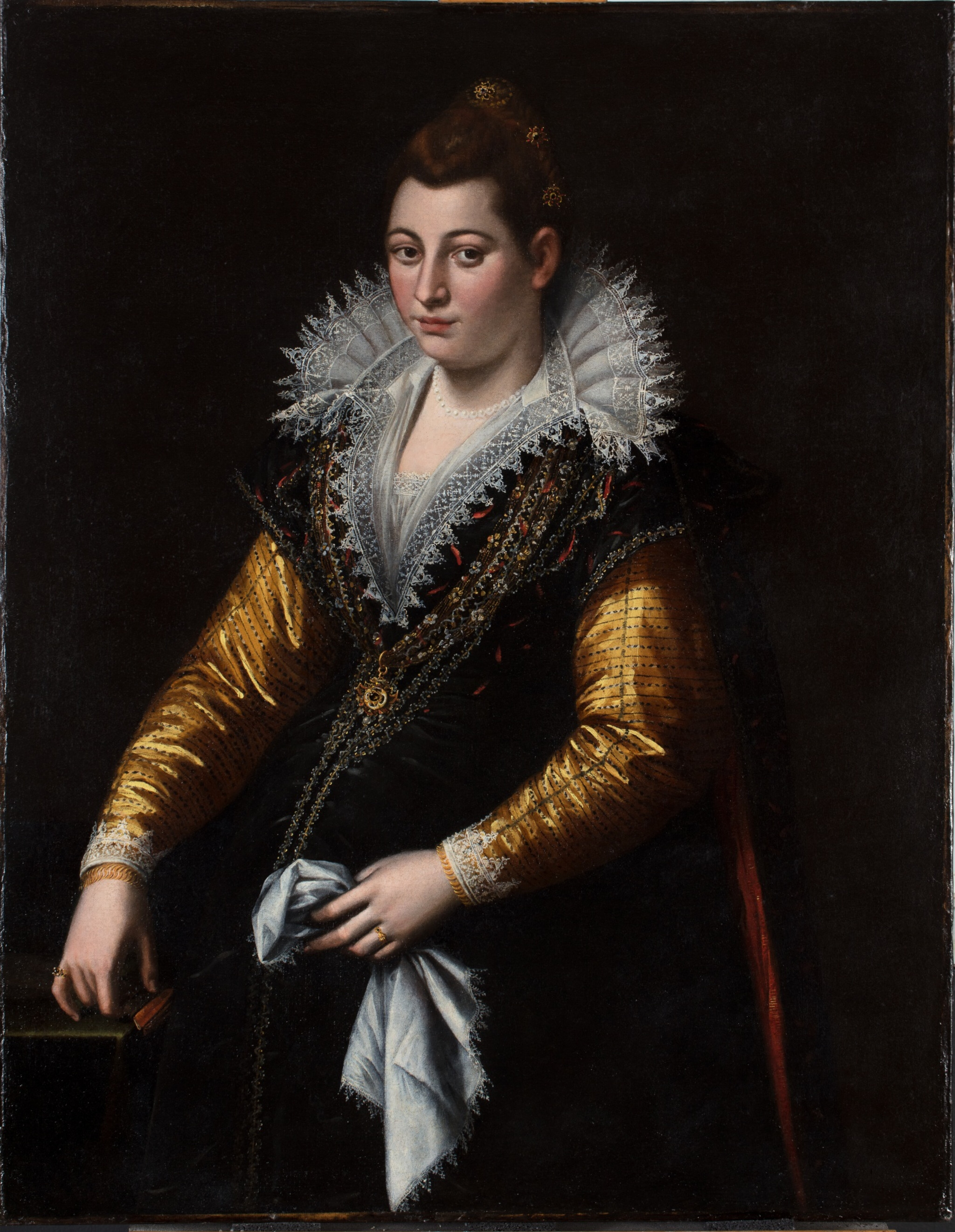
Retrato de uma Mulher Grávida, possivelmente um auto-retrato. Lavinia Fontana, Óleo sobre tela, por volta de 1592-1604, 112cm x 88 cm